# Sceloporus hunsakeri
Sceloporus hunsakeri (колюча ігуана Хансакера) — вид ігуаноподібних ящірок родини фриносомових (Phrynosomatidae). Ендемік Мексики.

## Поширення і екологія
Колючі ігуани Хансакера мешкають на крайньому півдні півострова Каліфорнія, від міста Ла-Пас на схід до гір Сьєрра-де-ла-Лагуна та на південь до Кабо-Сан-Лукаса, а також на островах Еспіриту-Санто, Галло, Баллена і Партіда в Каліфорнійській затоці. Вони живуть в тріщинах серед скель, порослих сухими чагарниками і кактусами, трапляються поблизу людських поселень.